# Ціле розширення кільця
Ціле розширення кільця — розширення B комутативного кільця R з одиницею таке, що будь-який елемент {\displaystyle x\in B} є цілим над R, тобто задовольняє деякому рівнянню вигляду 
{\displaystyle x^{n}+a_{n-1}x^{n-1}+\cdots +a_{2}x^{2}+a_{1}x+a_{0}\,}
де {\displaystyle a_{i}\in R}. Дане рівняння називається рівнянням цілої залежності. 
Елемент x є цілим в R тоді і тільки тоді, коли виконується одна з двох еквівалентних умов: 
1. R[x] є скінченно породженим R-модулем ;
2. існує точний R[x]-модуль, що є скінченно породженим R-модулем.

## Приклади
- Цілий елемент є алгебраїчним над R.
- Якщо R — поле, то вірним є і зворотне твердження.
- Елементи поля комплексних чисел {\displaystyle \mathbb {C} }, цілі над кільцем {\displaystyle \mathbb {Z} }, називаються цілими алгебраїчними числами.
- Якщо кільце B є скінченно породженим модулем над R, то будь-який елемент {\displaystyle x\in B} є цілим над R, тобто розширення є цілим (зворотне може не бути вірним).

## Властивості
- Нехай кільце {\displaystyle A\supset R} — комутативне, x і y — елементи A, цілі над R. Тоді x + y і xy також цілі над R, і множина всіх елементів з A, цілих над R, утворює підкільце, що називається цілим замиканням R в A.

```
* Якщо 
B
 є цілим над 
R
 і 
R' 
 — деяка 
R-алгебра
, то 

  

    

      

        
B

        
⨂

        

          
R

          

            

              

              
′

            

          

        

      

    

    
{\displaystyle B\bigotimes R^{'}}

  

 є цілим над 
R
'
.  
```

- Якщо В — ціле розширення кільця R і S — деяка мультиплікативна підмножина в R, локалізація S-1B є цілим розширенням локалізації S-1R.

Нехай {\displaystyle (a/s)\in S^{-1}B}, де {\displaystyle a\in B,\;s\in S}. Тоді, оскільки розширення є цілим, для {\displaystyle a} виконується рівність {\displaystyle a^{n}+r_{1}a^{n-1}+\ldots +r_{n}=0} для деяких {\displaystyle n\in \mathbb {N} ,\;r_{i}\in R}. Як наслідок {\displaystyle (a/s)^{n}+(r_{1}/s)(a/s)^{n-1}+\ldots +(r_{n}/s^{n})=0} і оскільки всі {\displaystyle r_{i}/s^{i}\in S^{-1}R}, то дана рівність є рівнянням цілої залежності елемента {\displaystyle (a/s)} над кільцем {\displaystyle S^{-1}R}. Оскільки елемент був обраний довільно, отримуємо необхідний результат.
- Нехай {\displaystyle B\supset A\supset R} розширення {\displaystyle B\supset R} є цілим тоді і лише тоді, коли цілими є обидва розширення {\displaystyle B\supset A} і {\displaystyle A\supset R}.
- Якщо В — ціле розширення кільця R, J — ідеал кільця В і {\displaystyle I=J\cap R}. Тоді фактор-кільце {\displaystyle B/J} буде цілим розширенням фактор-кільця {\displaystyle R/I}.

Позначимо {\displaystyle {\bar {a}}=a+J\in B/J}. Для {\displaystyle a} виконується рівність {\displaystyle a^{n}+r_{1}a^{n-1}+\ldots +r_{n}=0} для деяких {\displaystyle n\in \mathbb {N} ,\;r_{i}\in R}. Перейшовши до фактор-кільця за ідеалом J і ідентифікуючи {\displaystyle R/I} як підкільце {\displaystyle B/J}, отримуємо рівність {\displaystyle {\bar {a}}^{n}+{\bar {r_{1}}}{\bar {a}}^{n-1}+\ldots +{\bar {r_{n}}}=0,\;{\bar {r_{i}}}\in R/I}, яка і є необхідним рівнянням цілої залежності.
- Нехай {\displaystyle A\supset R} — ціле розширення областей цілісності. Тоді A є полем, якщо і тільки якщо R є полем.

Припустимо, що R є полем і {\displaystyle 0\neq a\in A}. {\displaystyle a^{n}+r_{1}a^{n-1}+\ldots +r_{n}=0} для деяких {\displaystyle n\in \mathbb {N} ,\;r_{i}\in R}. Степінь многочлена n можна вибрати мінімальним. Тоді {\displaystyle r_{n}\neq 0}, оскільки A є областю цілісності і для нього існує обернений елемент адже він належить полю R. Тому {\displaystyle r_{n}^{-1}(a^{n-1}+r_{1}a^{n-2}+\ldots +r_{n-1})a=1}, тож для {\displaystyle a} існує обернений елемент рівний {\displaystyle r_{n}^{-1}(a^{n-1}+r_{1}a^{n-2}+\ldots +r_{n-1})}, що завершує першу частину доведення.
Навпаки, припустимо, що A є полем і {\displaystyle 0\neq b\in R}. Тоді для {\displaystyle b} як елемента поля A в цьому полі існує обернений елемент. Позначимо {\displaystyle a=b^{-1}.} Для {\displaystyle a} існує рівняння цілої залежності над R: {\displaystyle a^{n}+r_{1}a^{n-1}+\ldots +r_{n}=0} для деяких {\displaystyle n\in \mathbb {N} ,\;r_{i}\in R}. Помноживши обидві сторони рівняння на {\displaystyle b^{n}} отримаємо рівність {\displaystyle 1+r_{1}b+\ldots +r_{n}b^{n}=0.} Звідси бачимо, що елемент {\displaystyle -(r_{1}+\ldots +r_{n}b^{n-1})} є оберненим до {\displaystyle b} і належить R. Тобто R теж є полем.
- Нехай {\displaystyle A\supset R} — ціле розширення кілець, {\displaystyle P'} — простий ідеал кільця A і {\displaystyle P=P'\cap R.} Тоді ідеал {\displaystyle P'} є максимальним тоді і тільки тоді коли ідеал {\displaystyle P} є максимальним.

Згідно попередніх властивостей фактор-кільце {\displaystyle A/P'} є цілим розширенням фактор-кільця {\displaystyle R/P}. Оскільки обидва ідеали є простими, то ці фактор-кільця є областями цілісності. Згідно попередньої властивості {\displaystyle A/P'} є полем тоді і тільки тоді, коли {\displaystyle R/P} є полем і необхідний результат випливає з того, що ідеал є максимальним тоді і тільки тоді коли фактор-кільце по ньому є полем.
- Нехай {\displaystyle A\supset R} — ціле розширення кілець, {\displaystyle P_{1}\subseteq P_{2}} — прості ідеали кільця A і {\displaystyle P_{1}\cap R=P_{2}\cap R=P}. Тоді {\displaystyle P_{1}=P_{2}}.

Локалізація {\displaystyle A_{P}} (по мультиплікативній множині {\displaystyle R\setminus P}) є цілим розширенням локалізації {\displaystyle R_{P}}. Також  {\displaystyle P_{1}A_{P}\subseteq P_{2}A_{P}} є простими ідеалами кільця {\displaystyle A_{P}}. Оскільки {\displaystyle P_{1}A_{P}\cap R_{P}=P_{2}A_{P}\cap R_{P}=PR_{P}} і останній ідеал є максимальним в {\displaystyle R_{P}} , то за попередньою властивістю {\displaystyle P_{1}A_{P}} і {\displaystyle P_{2}A_{P}} теж є максимальними ідеалами у {\displaystyle A_{P}}. Тому {\displaystyle P_{1}A_{P}=P_{2}A_{P}}, звідки також {\displaystyle P_{1}=P_{2}}.
- Область цілісності R називається цілозамкнутою, якщо ціле замикання R в своєму полі часток рівне R. Факторіальне кільце є цілозамкнутим. Кільце R є цілозамкнутим тоді і тільки тоді для будь-якого максимального ідеалу {\displaystyle {\mathfrak {p}}} з R цілозамкнутим є локальне кільце {\displaystyle R_{\mathfrak {p}}}.

- Нехай A — ціле розширення R і {\displaystyle P} — деякий простий ідеал кільця R. Тоді існує простий ідеал {\displaystyle P'} кільця A, що лежить над {\displaystyle P} (тобто такий, що {\displaystyle P=P'\cap R}).

Гомоморфізм включення {\displaystyle i:R\to A} однозначно задає гомоморфізм включення локалізацій  {\displaystyle {\bar {i}}:R_{P}\to A_{P}.} Нехай M — довільний максимальний ідеал кільця {\displaystyle A_{P}}. З попередніх властивостей його перетин {\displaystyle M\cap R_{P}} має бути максимальним ідеалом кільця {\displaystyle R_{P}}, тобто {\displaystyle M\cap R_{P}=PR_{P}.}
Розглянемо тепер гомоморфізми {\displaystyle p:R\to R_{P},\ {\bar {p}}:A\to A_{P}} задані як {\displaystyle r\to r/1,a\to a/1\;\;r\in R,a\in A}. Тоді {\displaystyle p\circ {\bar {i}}=i\circ {\bar {p}}}.
Ідеал {\displaystyle P'={\bar {p}}^{-1}(M)} є простим ідеалом кільця A для якого {\displaystyle P'\cap R=i^{-1}(P')=p^{-1}(PR_{P})=P}, тобто даний ідеал задовольняє вимоги теореми.
- Теорема про підняття. Нехай {\displaystyle A\supset R} — ціле розширення кілець, {\displaystyle P_{1}\subset P_{2}\subset \ldots \subset P_{n}} — послідовність простих ідеалів кільця R і {\displaystyle P_{1}'\subset P_{2}'\subset \ldots \subset P_{m}',\;\;(m<n)}— послідовність простих ідеалів кільця A, для яких {\displaystyle P_{i}=P_{i}'\cap R,\;\;i\in 1,...,m}. Тоді існують прості ідеали {\displaystyle P_{m+1}',\ldots ,P_{n}'} кільця A, такі що {\displaystyle P_{1}'\subset P_{2}'\subset \ldots \subset P_{n}'} і{\displaystyle P_{i}=P_{i}'\cap R,\;\;i\in 1,...,n}.

Очевидно теорему достатньо довести для n =2, m =1. Загальний результат тоді випливає за допомогою математичної індукції.
При тих же позначеннях, що і вище фактор-кільце {\displaystyle A/P_{1}'} є цілим розширенням фактор-кільця {\displaystyle R/P_{1}} і {\displaystyle P_{2}/P_{1}} є простим ідеалом кільця {\displaystyle R/P_{1}}. Тому існує простий ідеал кільця {\displaystyle A/P_{1}'}, що лежить над {\displaystyle R/P_{1}}. Згідно властивостей фактор-кілець цей ідеал має вигляд {\displaystyle P_{2}'/P_{1}'} де {\displaystyle P_{2}'} є простим ідеалом кільця A для якого {\displaystyle P_{1}'\subset P_{2}'}. Очевидно, що {\displaystyle P_{2}=P_{2}'\cap R.}
- Нехай {\displaystyle A\supset R} — ціле розширення кілець. Тоді {\displaystyle \dim A=\dim R} і для довільних ідеалів {\displaystyle {\mathfrak {a}}\subset A}і {\displaystyle {\mathfrak {b}}\subset R} для яких {\displaystyle {\mathfrak {a}}\cap B={\mathfrak {b}}}виконується нерівність {\displaystyle \operatorname {ht} {\mathfrak {a}}\leqslant \operatorname {ht} {\mathfrak {b}}.}
- Якщо L — скінченне розширення поля часток кільця R і В — ціле замикання R в L, то існує лише скінченна кількість простих ідеалів {\displaystyle {\mathfrak {B}}} кільця В, що лежать над заданим простим ідеалом кільця R.